# Olbramovice (okres Benešov)
Olbramovice (Duits: Olbramowitz) is een Tsjechische gemeente in de regio Midden-Bohemen en maakt deel uit van het district Benešov. Het dorp ligt op 13 kilometer afstand van de stad Benešov.
Olbramovice telt 1397 inwoners (2025).

## Etymologie
Ongeveer halverwege de twaalfde eeuw vestigde edelman Olbram (ook wel: Wolfram) zich op de plaats van wat later het dorp zou worden. Zijn nakomelingen werden Olbramovici genoemd, waaruit de naam van het dorp ontstond (in eerste instantie Olbramovici, later Olbramovice).

## Geografie
De gemeente bestaat uit de volgende plaatsen:
- Olbramovice
- Babice
- Dvůr Semtín
- Kochnov
- Křešice
- Mokřany
- Olbramovice Městečko
- Olbramovice Ves
- Podolí
- Radotín
- Semtín
- Semtínek
- Slavkov
- Tomice II
- Veselka
- Zahradnice

Feitelijk vormt Olbramovice Ves het belangrijkste deel van de gemeente: hier bevinden zich de grootste kerk, het gemeentehuis, de belangrijkste verkeersknooppunten, het station en het grootste deel van de bebouwing.

## Geschiedenis
Ondanks dat het dorp al in de twaalfde eeuw werd gesticht, dateert de eerste schriftelijke vermelding van Olbramovice van 1352. De Allerheiligenkerk werd eveneens in de twaalfde eeuw gebouwd, in romaanse stijl, zoals blijkt uit de bewaard gebleven romaanse toren en ramen.
Landsheer Dvořecký werd op 21 juni 1621 onthoofd, waarna zijn hoofd tot 1631 tentoongesteld werd op de borstwering van de Oude Stadsbrugtoren. In 1672 kocht graaf Ferdinand František z Vrtba Olbramovice en maakte het dorp onderdeel van Votice.
Sinds 1945 maakt Olbramovice volledig deel uit van het district Benešov.

## Sport
Sportclub Olbramovice (SK Olbramovice) is een Tsjechische amateurvoetbalclub. Het team speelt in klasse 1.B van de regio Midden-Bohemen. De clubkleuren zijn groen en wit.
SK Olbramovice werd in 1934 opgericht, waarvan voetbal de eerste sport was die beoefend werd. Voorzitter van de club was Karel Pollák, die op zijn weiland bij het Zákosteleckýmeer een veld liet aanleggen. Op 6 mei 1934 volgde de feestelijke ingebruikname. Reeds vanaf het begin deed SK Olbramovice het erg goed. In de loop der jaren volgden andere sportafdelingen, zoals tafeltennis, atletiek, wielrennen en hockey. Op 17 mei 1948 werd tevens gymnastiekvereniging Sokol Olbramovice opgericht. In 1946 werd een nieuw voetbalveld aangelegd, in 1967 gevolgd door een kleedkamergebouw, dat met hulp van lokale vrijwilligers en financiële steun van de gemeenteraad werd gebouwd.
In 1990 werden SK en Sokol Olbramovice opgesplitst. Begin 2000 vond er groot onderhoud plaats aan het voetbalveld en werd tevens de hoofdtribune overkapt.

## Verkeer en vervoer

### Autowegen
Olbramovice is te bereiken via diverse regionale wegen. 

### Spoorlijnen
Station Olbramovice (in het verleden ook wel Votice-Veselka genaamd) ligt aan spoorlijn 220 van Praag naar Tábor en České Budějovice. Ook begint hier spoorlijn 223 naar Sedlčany.
Spoorlijn 220 is dubbelsporig en maakt deel uit van het Europese spoorsysteem. Tussen 2010 en 2013 werd de lijn grondig gemoderniseerd, waarbij sommige gedeelten verplaatst werden, om zo een minder bochtig tracé te creëren. Eind 2015/begin 2016 werd het oude tracé omgebouwd tot fietspad, om Votice, Olbramovice en Bystřice te verbinden.

### Buslijnen
Er zijn diverse bushaltes in de gemeente, die Olbramovice verbinden met onder andere Benešov, Bystřice, Mladá Vožice en Votice.

### Fietsroutes
De volgende fietsroutes beginnen in of lopen door de gemeente:
- 0076: Konopiště - Bystřice - Votice;
- 0095: Olbramovice - Vrchotovy Janovice - Sedlečko.

### Wandelroutes
De volgende wandelroutes beginnen in of lopen door de gemeente:
- Groen: Olbramovice - Maršovice - Neveklov;
- Blauw: Budenín - Kochnov - Olbramovice;
- Geel: Olbramovice - Vrchotovy Janovice - Zálesí.

## Bezienswaardigheden
Op het grondgebied van de gemeente bevinden zich verschillende culturele monumenten. In de deelgemeente Olbramovice Ves zijn dat de Allerheiligenkerk, het restant van het Calvariebeeld uit 1706 (afgebeeld staan de maagd Maria en Johannes) en een monumentale graanschuur bij een boerderij. Verder zijn boerderijcomplex nr. 1 in Křešice en het versterkte terrein met slotgracht nabij boerderij Strýčkov in Slavkov beschermd als monument.

## Geboren in Olbramovice
- Josef Machoň (1880–1962), een Tsjechisch componist

## Galerij

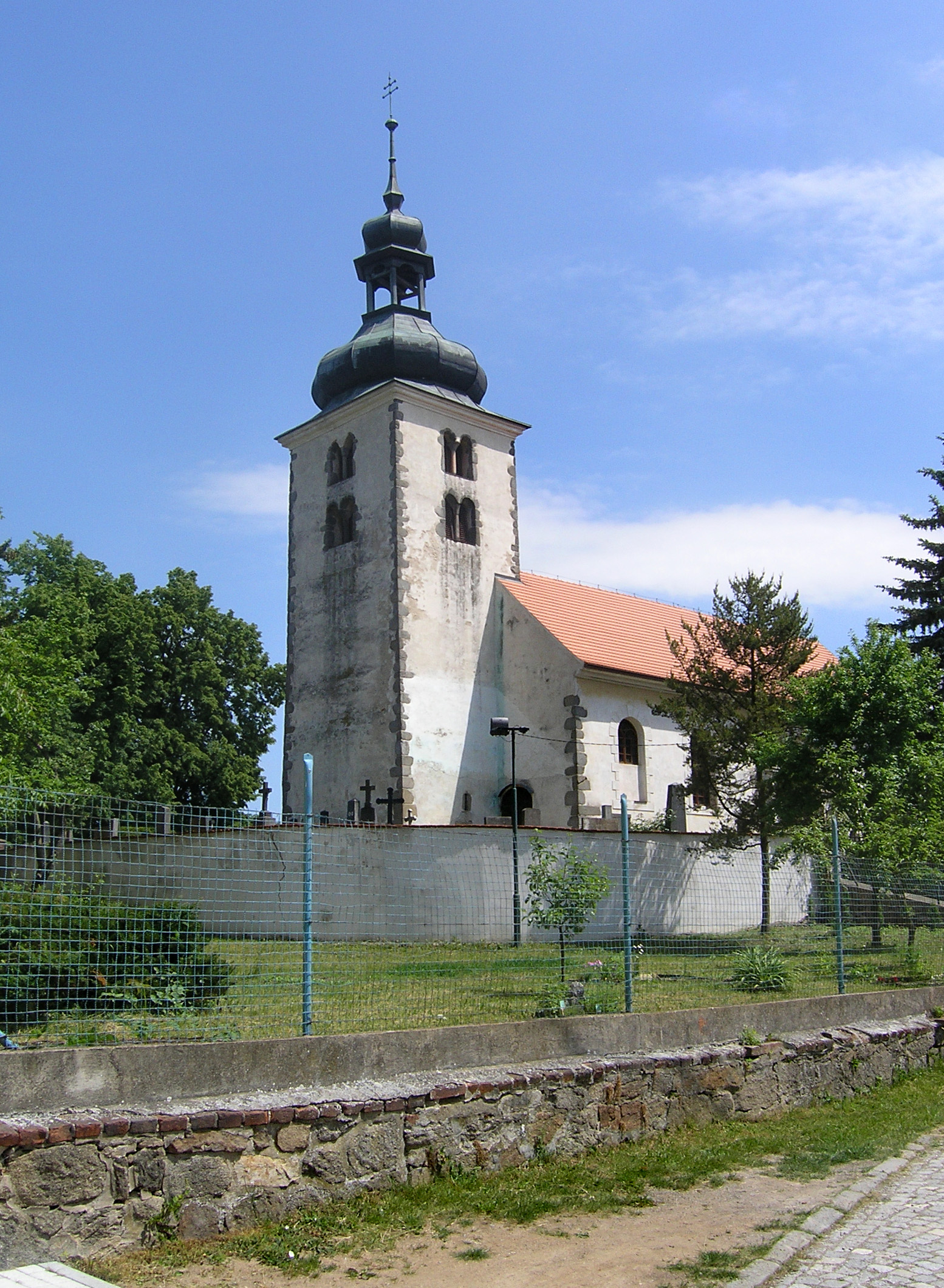
Allerheiligenkerk in Olbramovice Ves (2015)
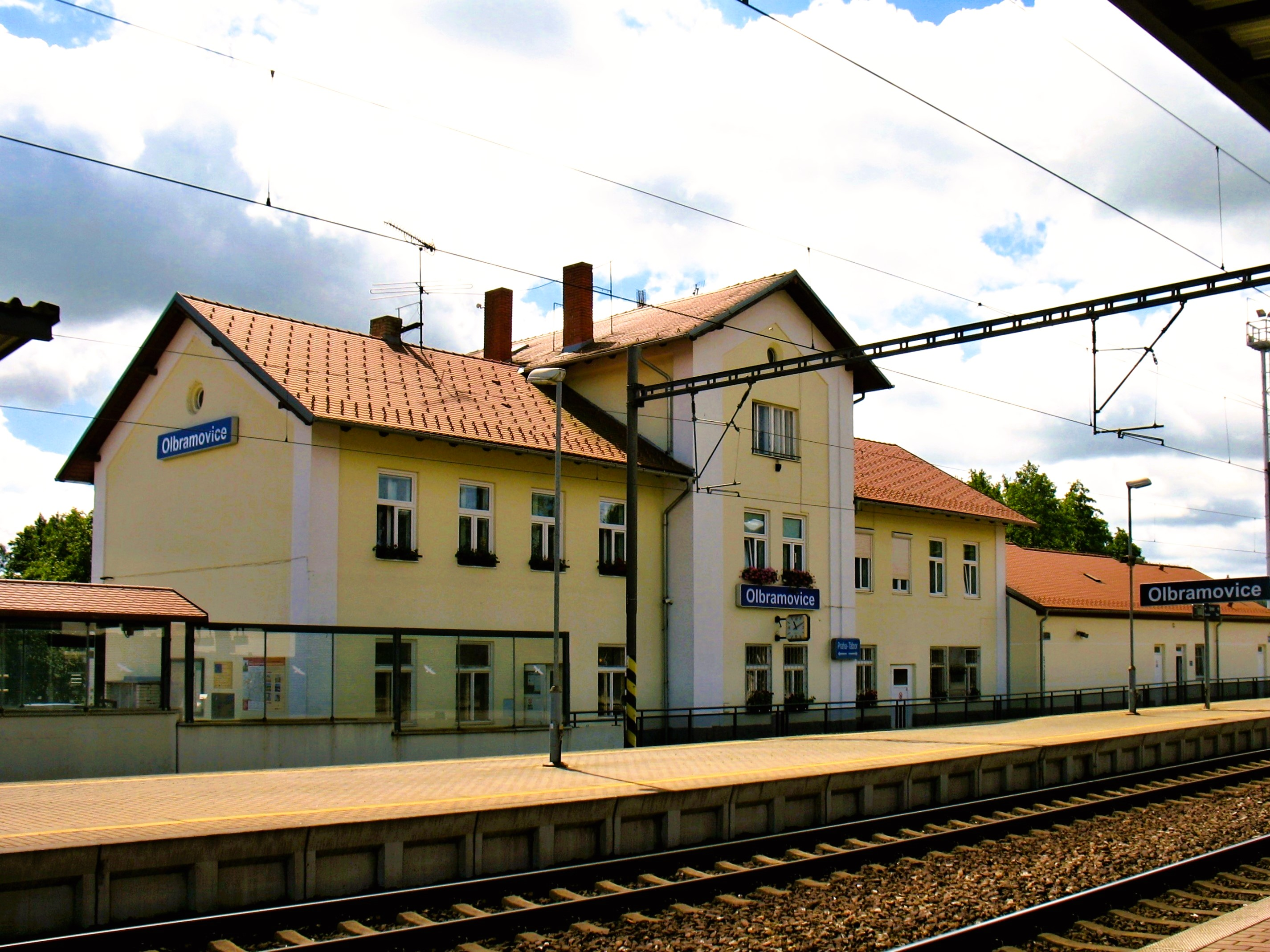
Station Olbramovice (2024)
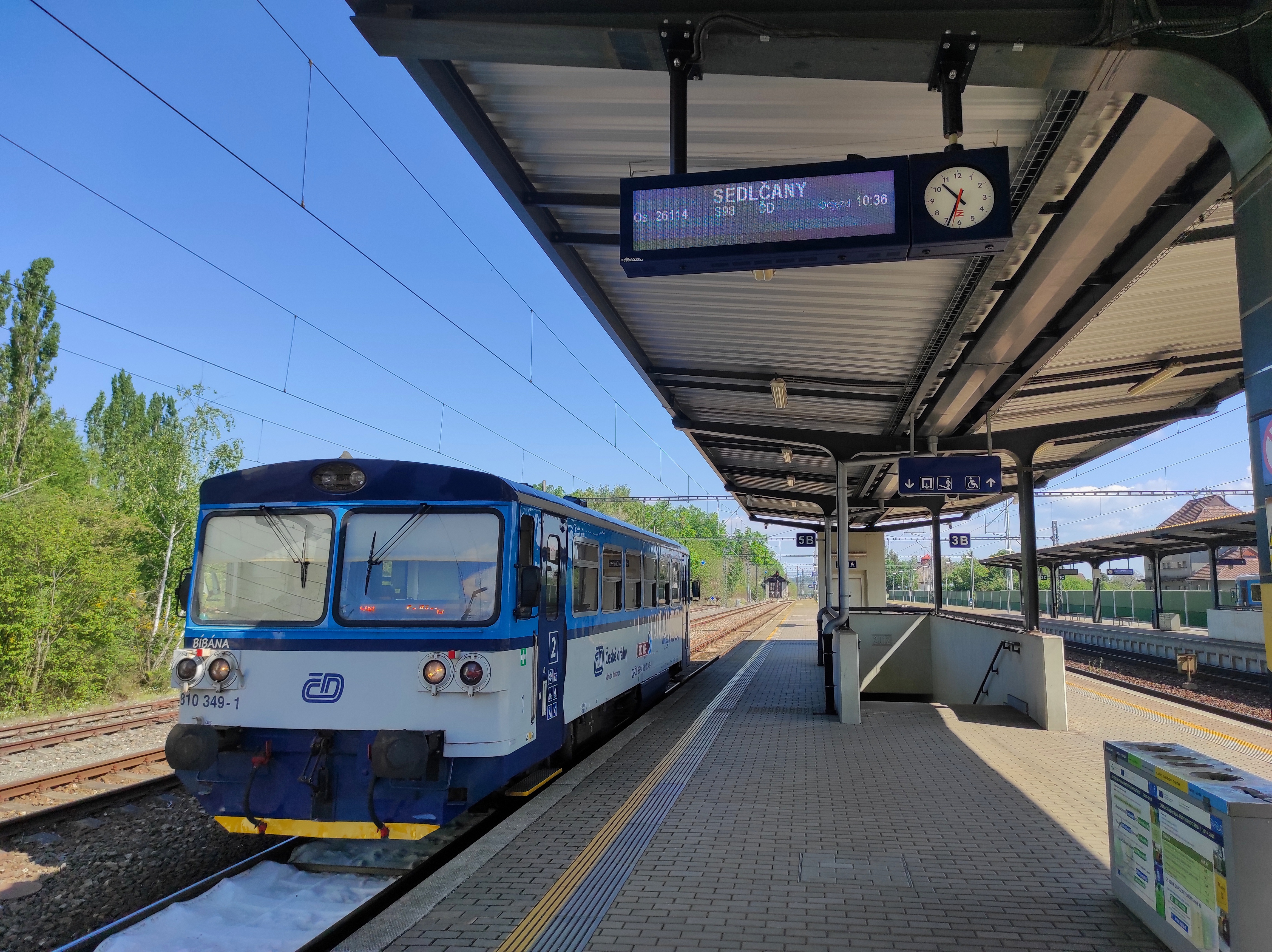
Trein op het station (2024)
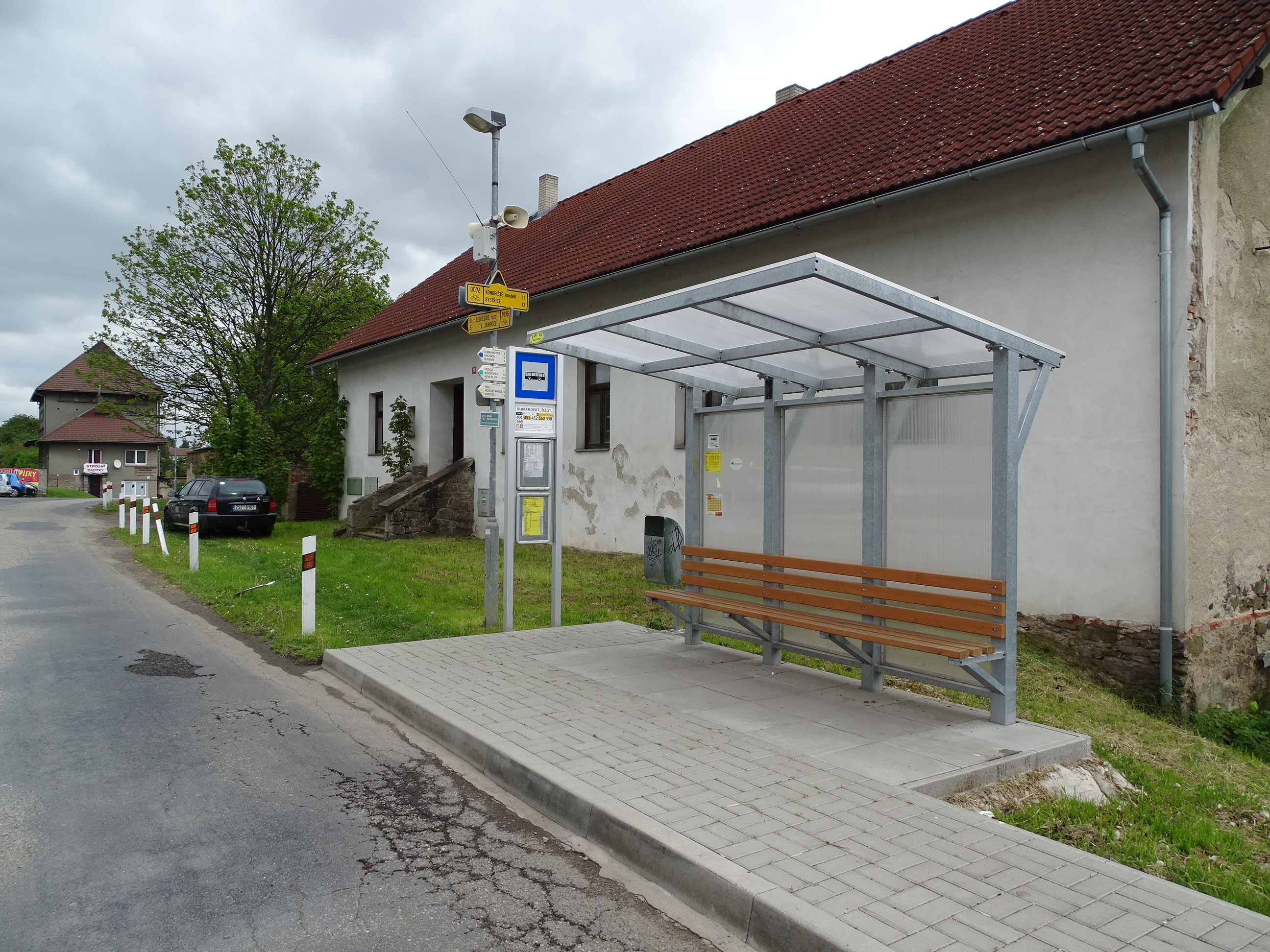
Bushalte bij het treinstation (2023)